# Donald Sylvester
Donald „Don“ Sylvester (* 20. Jahrhundert) ist ein US-amerikanischer Tontechniker und Sound Designer. Seit Anfang der 1990er Jahre wirkte er als Tontechniker an über 100 Filmproduktionen mit und wurde mehrfach für verschiedene Filmpreise nominiert und ausgezeichnet. Bei der Oscarverleihung 2020 erhielt er für seine Arbeit an Le Mans 66 – Gegen jede Chance einen Oscar in der Kategorie „Bester Tonschnitt“.

## Leben und Karriere
Donald Sylvester verbrachte seine ersten Lebensjahre in New Jersey. Die Familie zog, als er elf Jahre alt war, nach Atlanta, Georgia, wo der Vater eine neue Arbeitsstelle erhielt. An der University of Georgia studierte er Journalismus und schloss seine Studien mit einem sogenannten ABJ, einem Bachelor of Arts in Journalism, der in dieser Form nur von der University of Georgia vergeben wird, ab. Bereits in seiner Kindheit und Jugend war Sylvester an Musik interessiert und versuchte sich danach auch beruflich mit mäßigem Erfolg in der Musikbranche, ehe er erkannte, dass das Musikgeschäft doch nichts für ihn sei. Bereits während seiner Collegezeit arbeitete er beim lokalen College-Radiosender WUOG.
Erst später kam er durch seine Ehefrau, eine Filmeditorin, als die beiden bereits seit längerer Zeit in Kalifornien lebten, zum Film. Erste nennenswerte Mitwirkung Sylvesters war dabei im Jahre 1988 als special music consultant beim Thriller Heart of Midnight – Im Herzen der Nacht mit Jennifer Jason Leigh in der Hauptrolle. Erst Anfang der 1990er Jahre folgte der langsame Durchbruch Sylvesters in der Filmbranche. In den ersten Jahren hatte er stets am Tonschnitt von Filmen anderer mitgewirkt, die Projekte jedoch nie als „seine“ angesehen. Erst, als er ab etwa 2001 ernsthaft als Supervisor – bereits ab Mitte der 1990er Jahre war er regelmäßig in dieser Funktion tätig gewesen – zu arbeiten begann, änderte sich dies für ihn.
Im Laufe der Jahrzehnte arbeitete Sylvester an unzähligen für die verschiedensten Filmpreise nominierte und mit ebenso vielen Filmpreisen ausgezeichnete Produktionen und dabei nicht nur bei Realverfilmungen, sondern auch bei diversen Animationsfilmen. Die Internet Movie Database (IMDb) verzeichnet für das Jahr 2001 die erste nennenswerten Nominierungen Sylvesters für einen namhaften Filmpreis. So wurde er in diesem Jahr als Teil eines elfköpfigen Teams für einen Golden Reel Award in der Kategorie Best Sound Editing: Sound Effects & Foley, Domestic Feature Film für seine Arbeit am Film U-571 nominiert. Eine weitere Golden-Reel-Nominierung erhielt er zusammen mit Tim Chau, Thomas Whiting, Nils C. Jensen, David Kern und Albert Gasser für ihre Arbeit an Ein Königreich für ein Lama in der Kategorie Best Sound Editing: Animated Feature.
2003 wurde er für seine Arbeit an Antwone Fisher zusammen mit Mildred Iatrou für einen Golden Reel Award in der Kategorie Best Sound Editing in Domestic Features: Dialogue & ADR nominiert. Im darauffolgenden Jahr wurde er gleich zweimal in dieser Kategorie nominiert: für X-Men 2 (zusammen mit John A. Larsen, Craig Berkey, Susan Dawes, Jim Brookshire und Laura Graham), sowie für Master & Commander – Bis ans Ende der Welt (zusammen mit Richard King, R.J. Kizer, Hugo Weng, Michael Magill, Laura Graham, John A. Larsen und Susan Dawes). Im Jahre 2006 konnte Sylvester seinen ersten großen Filmpreis gewinnen. Bei der Verleihung der British Academy Film Awards 2006 erhielt er zusammen mit Paul Massey, Doug Hemphill und Peter F. Kurland den Preis in der Kategorie „Bester Ton“ für Walk the Line. Ebenfalls war er in diesem Jahr für sein Wirken an Walk the Line bei den International Online Cinema Awards für einen IOCA in der Kategorie Best Sound Editing nominiert. Im Jahre 2007 gründete der seit Mitte der 1990er Jahre bei 20th Century Fox/20th Century Studios als Supervising Sound Editor arbeitende Sylvester die Firma Soundation, Inc., ein Unternehmen, das sich vorrangig auf Schnitttätigkeiten in der Postproduktion konzentriert und deren Präsident er seit der Gründung ist.
Für den Film Todeszug nach Yuma von Regisseur James Mangold, der für Sylvester selbst einer der besten Filme ist, an denen er im Laufe seiner Karriere mitgewirkt hatte, erhielt er eine Nominierung für einen Golden Reel Award in der Kategorie Best Sound Editing: Sound Effects and Foley for Feature Film (zusammen mit John Murray, Ted Caplan, Scott Curtis, Matthew Harrison, Steve Bissinger, Simon Coke, Dawn Fintor, Elizabeth Rainey und Alicia Stevenson), ging am Ende jedoch leer aus. Der Film, der unter anderem auch für zwei Oscars nominiert war, erhielt allgemein nur wenige Filmpreise, war aber vielfach für diverse Preise nominiert. Nachdem er auch in der Folgezeit an zahlreichen namhaften und preisgekrönten Produktionen gearbeitet hatte, blieben Nominierungen für jegliche Filmpreise in den folgenden Jahren weitestgehend aus. Erst 2017 war Sylvester wieder für einen nennenswerten Preis nominiert; bei den International Online Cinema Awards erhielt er für seine Arbeit an Logan – The Wolverine eine Nominierung für einen Halfway Award in der Kategorie Best Sound Editing, musste sich am Ende jedoch Julian Slater, der den Preis für sein Wirken an Baby Driver gewann, geschlagen geben. Für Logan – The Wolverine war er zudem im Folgejahr zusammen mit Wayne Lemmer, Hamilton Sterling, Doug Jackson, Matthew Harrison, John Morris, John T. Cucci und Dan O’Connell für einen Golden Reel Award in der Kategorie Outstanding Achievement in Sound Editing: Sound Effects and Foley for Feature Film nominiert.
Der, die verschiedenen Auszeichnungen betrachtet, erfolgreichste Film war für Sylvester allerdings das im Jahre 2019 erschienene Sportdrama Le Mans 66 – Gegen jede Chance unter der Regie von James Mangold, an dessen Seite Sylvester bereits in Walk the Line, Todeszug nach Yuma, Knight and Day und Logan – The Wolverine gearbeitet hatte. Für seine Arbeit am Film, bei dem er, neben dem Filmschnitt, auch mit einer der Hauptverantwortlichen für die Geräusche, wie die der Rennwagen, war, wurde er bereits 2019 bei der Verleihung der Satellite Awards 2019 zusammen mit Paul Massey, David Giammarco und Steven Morrow mit einem Satellite Award in der Kategorie Best Sound (Editing & Mixing) ausgezeichnet. Für den Film wurde unter anderem der Sound eines originalen Ford GT40, von dem zwischen 1964 und 1969 lediglich 105 Stück produziert worden waren und der von einem Sammler aus Ohio für die Tonaufnahmen des Films zur Verfügung gestellt worden war, verwendet. Nachdem Sylvester zusammen mit Paul Massey, David Giammarco und Steven Morrow im Jahre 2019 auch noch mit einem Hollywood Film Award in der Kategorie Sound of the Year ausgezeichnet worden war, erhielt Sylvester im darauffolgenden Jahr zahlreiche weitere Nominierungen.
Dazu zählen Nominierungen für einen Gold Derby Award in der Kategorie Best Sound Effects Editing (zusammen mit David Giammarco, Paul Massey und Steven Morrow), für einen LEJA Award in der Kategorie Best Sound (zusammen mit Richard Bullock junior, Paul Massey und Steven Morrow) oder für einen Awards Circuit Community Award in der Kategorie Best Sound (zusammen mit Paul Massey, David Giammarco und Steven Morrow). Bei den OFTA Film Awards des Jahres 2020 belegte Sylvester in der Kategorie Best Sound Effects Editing – unentschieden mit Gary Rydstrom und Brad Semenoff (Ad Astra – Zu den Sternen) – den zweiten Platz. Bei den Golden Reel Awards 2020 war er zusammen mit Polly McKinnon in der Kategorie Outstanding Achievement in Sound Editing: Dialogue and ADR for Feature Film, sowie zusammen mit Jay Wilkinson, David Giammarco, Eric A. Norris, Anna MacKenzie, Dan O’Connell, John T. Cucci, Andy Malcolm und Goro Koyama in der Kategorie Outstanding Achievement in Sound Editing: Sound Effects and Foley for Feature Film nominiert. Bei insgesamt neun Golden-Reel-Award-Nominierungen im Laufe seiner Karriere konnte Sylvester in letztgenannter Kategorie erstmals einen Golden Reel Award gewinnen. Bei den BAFTA Awards 2020 kam Sylvester, der in der Kategorie „Bester Ton“ zusammen mit Paul Massey, David Giammarco und Steven Morrow nominiert war, nicht über eine Nominierung hinaus; Gewinner war die Soundabteilung des Films 1917. Erfolgreicher verlief es für den erfahrenen Tontechniker allerdings bei den Oscars 2020, wo er sich in der Kategorie „Bester Tonschnitt“ gegen Oliver Tarney und Rachael Tate (1917), Alan Robert Murray (Joker), Wylie Stateman (Once Upon a Time in Hollywood), sowie Matthew Wood und David Acord (Star Wars: Der Aufstieg Skywalkers) durchsetzen konnte und den ersten Oscar in seiner Karriere erhielt.

## Filmografie (Auswahl)
- 2024: Like A Complete Unknown (A Complete Unknown; als supervising sound editor)
- 2023: Indiana Jones und das Rad des Schicksals (Indiana Jones and the Dial of Destiny; als supervising sound editor)
- 2021: Nicht schon wieder allein zu Haus (Home Sweet Home Alone; als supervising sound editor)
- 2019: Le Mans 66 – Gegen jede Chance (Ford v Ferrari; als supervising sound editor)
- 2019: Sven (Kurzfilm; als re-recording mixer und sound designer)
- 2018: The Hate U Give (als supervising sound editor)
- 2018: Love, Simon (als supervising sound editor)
- 2017: Logan – The Wolverine (Logan; als supervising sound editor)
- 2016: Mike and Dave Need Wedding Dates (als supervising sound editor)
- 2015: Love Is a Four-Letter Word (als supervising sound editor)
- 2015: Kein Ort ohne dich (The Longest Ride; als supervising sound editor)
- 2014: Dogs in the Distance (Kurzfilm; als re-recording mixer und sound designer)
- 2014: Planet der Affen: Revolution (Dawn of the Planet of the Apes; als sound editor)
- 2014: Das Schicksal ist ein mieser Verräter (The Fault in Our Stars; als re-recording mixer und supervising sound editor)
- 2013: Wolverine: Weg des Kriegers (The Wolverine; als supervising sound editor)
- 2012: Gregs Tagebuch 3 – Ich war’s nicht! (Diary of a Wimpy Kid: Dog Days; als supervising sound editor)
- 2011: Somos Wichi (als sound mixer)
- 2011: Gregs Tagebuch 2 – Gibt’s Probleme? (Diary of a Wimpy Kid: Rodrick Rules; als supervising sound editor)
- 2010: Schwesterherzen – Ramonas wilde Welt (Ramona and Beezus; als ADR supervisor)
- 2010: Knight and Day (als supervising sound editor)
- 2010: Ein Leben für den Tod (You Don’t Know Jack; als ADR editor)
- 2009: Verrückt nach Steve (All About Steve; als supervising sound editor)
- 2009: Die Noobs – Klein aber gemein (Aliens in the Attic; als supervising sound editor)
- 2009: I Love You Phillip Morris (als supervising ADR editor)
- 2008: From Within (als dialogue editor)
- 2007: Todeszug nach Yuma (3:10 to Yuma; als sound designer und supervising sound editor)
- 2006: Nachts im Museum (Night at the Museum; als foley editor)
- 2006: Apocalypto (als foley editor)
- 2006: Flicka – Freiheit. Freundschaft. Abenteuer. (Flicka; als supervising sound editor)
- 2006: Garfield 2 – Faulheit verpflichtet (als supervising sound editor)
- 2005: Walk the Line (als supervising sound editor)
- 2004: Fat Albert (als supervising sound editor)
- 2004: Garfield – Der Film (Garfield: The Movie; als supervising sound editor)
- 2003: Unzertrennlich (Stuck on You; als ADR editor)
- 2003: Master & Commander – Bis ans Ende der Welt (Master and Commander: The Far Side of the World; als ADR editor: Baja)
- 2003: X-Men 2 (X2; als ADR supervisor)
- 2003: Daredevil (als ADR supervisor)
- 2003: Voll verheiratet (Just Married; als supervising sound editor)
- 2002: Antwone Fisher (als supervising sound editor)
- 2002: Like Mike (als ADR editor)
- 2002: Meine ersten zwanzig Millionen (The First $20 Million Is Always the Hardest; als supervising sound editor)
- 2001: Dr. Dolittle 2 (als ADR supervisor und supervising sound editor)
- 2001: Monkeybone (als dialogue editor)
- 2000: Ein Königreich für ein Lama (The Emperor’s New Groove; als sound editor)
- 2000: Men of Honor (als ADR supervisor)
- 2000: Sunset Strip (als dialogue editor)
- 2000: Loser – Auch Verlierer haben Glück (Loser; als sound editor)
- 2000: U-571 (als foley editor)
- 2000: Die Flintstones in Viva Rock Vegas (The Flintstones in Viva Rock Vegas; als foley editor)
- 2000: Der Weg nach El Dorado (The Road to El Dorado; als foley editor)
- 2000: Supernova (als supervising foley editor)
- 1999: Anna und der König (Anna and the King; als ADR editor)
- 1999: Light It Up (als ADR editor)
- 1999: Insider (The Insider; als foley editor)
- 1999: Brokedown Palace (als ADR editor)
- 1999: Der 13te Krieger (The 13th Warrior; als sound editor)
- 1998: Ausnahmezustand (The Siege; als ADR editor)
- 1998: Stella’s Groove – Männer sind die halbe Miete (How Stella Got Her Groove Back; als foley editor)
- 1998: Akte X – Der Film (The X-Files; als supervising foley editor)
- 1998: Dr. Dolittle (als foley supervisor)
- 1998: Relax … It’s Just Sex (als supervising ADR editor)
- 1998: Eine zweite Chance (Hope Floats; als foley editor)
- 1998: Liebe in jeder Beziehung (The Object of My Affection; als ADR supervisor)
- 1997: Hugo Pool (als foley editor)
- 1997: Scream 2 (als foley editor)
- 1997: Alien – Die Wiedergeburt (Alien: Resurrection; als foley supervisor)
- 1997: Auf Messers Schneide – Rivalen am Abgrund (The Edge; als foley supervisor)
- 1997: 187 – Eine tödliche Zahl (One Eight Seven; als foley supervisor)
- 1997: Tango gefällig? (Out to Sea; als foley supervisor)
- 1997: Volcano (als ADR editor)
- 1997: Star Maps (als supervising sound editor)
- 1996: Versprochen ist versprochen (Jingle All the Way; als foley supervisor)
- 1996: Extrem … mit allen Mitteln (Extreme Measures; als supervising foley editor)
- 1996: Last Man Standing (als sound editor)
- 1996: Außer Kontrolle (Chain Reaction; als foley editor)
- 1996: Great White Hype – Eine K.O.Mödie (The Great White Hype; als supervising foley editor)
- 1996: Das große Basketball-Kidnapping (Celtic Pride; als supervising foley editor)
- 1996: Mission: Rohr frei! (Down Periscope; als supervising foley editor)
- 1996: Dunston – Allein im Hotel (Dunston Checks In; als foley supervisor)
- 1995: Waiting to Exhale – Warten auf Mr. Right (Waiting to Exhale; als foley editor)
- 1995: Fair Game (als ADR editor)
- 1995: Durchgeknallt und auf der Flucht (Bushwhacked; als foley editor und foley supervisor)
- 1995: Das Netz (The Net; als foley editor)
- 1995: Power Rangers – Der Film (Mighty Morphin Power Rangers: The Movie; als foley editor und foley supervisor)
- 1995: Little Princess (A Little Princess; als foley editor und sound editor)
- 1995: Rob Roy (als foley editor)
- 1995: Tank Girl (als foley editor)
- 1995: Candyman 2 – Die Blutrache (Candyman: Farewell to the Flesh; als ADR editor)
- 1995: Die üblichen Verdächtigen (The Usual Suspects; als ADR editor)
- 1994: Santa Clause – Eine schöne Bescherung (The Santa Clause; als sound editor)
- 1994: Die kleinen Superstrolche (The Little Rascals; als ADR editor)
- 1994: Explosiv – Blown Away (Blown Away; als foley supervisor)
- 1994: Shadow und der Fluch des Khan (The Shadow; als foley editor)
- 1994: Flintstones – Die Familie Feuerstein (The Flintstones; als ADR editor)
- 1994: Ein genialer Freak (With Honors; als foley editor)
- 1994: Cops & Robbersons – Das haut den stärksten Bullen um (Cops and Robbersons; als foley editor)
- 1994: My Girl 2 – Meine große Liebe (My Girl 2; als foley editor)
- 1993: Tombstone (als ADR editor)
- 1993: Josh and S.A.M. (als foley editor)
- 1993: Mein Leben für dich (My Life; als foley editor)
- 1993: Judgment Night – Zum Töten verurteilt (Judgment Night; als ADR editor)
- 1993: Karen McCoy – Die Katze (The Real McCoy; als foley editor)
- 1993: Night Train to Venice (als sound editor)
- 1993: Loaded Weapon 1 (National Lampoon’s Loaded Weapon 1; als ADR editor)
- 1992: Aladdin (als foley editor)
- 1992: F-117 A Stealth-War (Interceptor; als sound editor)
- 1992: FernGully – Christa und Zaks Abenteuer im Regenwald (FernGully: The Last Rainforest; als foley editor)
- 1991: Freddy’s Finale – Nightmare on Elm Street 6 (Freddy’s Dead: The Final Nightmare; als assistant sound editor)
- 1988: Heart of Midnight – Im Herzen der Nacht (Heart of Midnight; als special music consultant)

## Nominierungen & Auszeichnungen

### Nominierungen
Oscars
- 2025: Oscar in der Kategorie „Bester Ton“ für Like A Complete Unknown

BAFTA Awards
- 2020: BAFTA Award in der Kategorie „Bester Ton“ für Le Mans 66 – Gegen jede Chance (zusammen mit Paul Massey, David Giammarco und Steven Morrow)

Golden Reel Awards
- 2001: Golden Reel Award in der Kategorie „Best Sound Editing: Sound Effects & Foley, Domestic Feature Film“ für U-571 (zusammen mit Jon Johnson, Miguel Rivera, Keith Bilderbeck, Angelo Palazzo, Guy Tsujimoto, Tim Gedemer, Brian W. Jennings, Sandy Gendler, Charles Maynes und Bruce Stubblefield)
- 2001: Golden Reel Award in der Kategorie „Best Sound Editing: Animated Feature“ für Ein Königreich für ein Lama (zusammen mit Tim Chau, Thomas Whiting, Nils C. Jensen, David Kern und Albert Gasser)
- 2003: Golden Reel Award in der Kategorie „Best Sound Editing in Domestic Features: Dialogue & ADR“ für Antwone Fisher (zusammen mit Mildred Iatrou)
- 2004: Golden Reel Award in der Kategorie „Best Sound Editing in Domestic Features: Dialogue & ADR“ für X-Men 2 (zusammen mit John A. Larsen, Craig Berkey, Susan Dawes, Jim Brookshire und Laura Graham)
- 2004: Golden Reel Award in der Kategorie „Best Sound Editing in Domestic Features: Dialogue & ADR“ für Master & Commander – Bis ans Ende der Welt (zusammen mit Richard King, R.J. Kizer, Hugo Weng, Michael Magill, Laura Graham, John A. Larsen und Susan Dawes)
- 2008: Golden Reel Award in der Kategorie „Best Sound Editing: Sound Effects and Foley for Feature Film“ für Todeszug nach Yuma (zusammen mit John Murray, Ted Caplan, Scott Curtis, Matthew Harrison, Steve Bissinger, Simon Coke, Dawn Fintor, Elizabeth Rainey und Alicia Stevenson)
- 2018: Golden Reel Award in der Kategorie „Outstanding Achievement in Sound Editing: Sound Effects and Foley for Feature Film“ für Logan – The Wolverine (zusammen mit Wayne Lemmer, Hamilton Sterling, Doug Jackson, Matthew Harrison, John Morris, John T. Cucci und Dan O’Connell)
- 2020: Golden Reel Award in der Kategorie „Outstanding Achievement in Sound Editing: Dialogue and ADR for Feature Film“ für Le Mans 66 – Gegen jede Chance (zusammen mit Polly McKinnon)
- 2025: Golden Reel Award in der Kategorie „Outstanding Achievement in Sound Editing: Dialogue and ADR for Feature Film“ für Like A Complete Unknown (zusammen mit Anna MacKenzie, Russell Farmarco, Robert Troy)

Gold Derby Awards
- 2020: Gold Derby Award in der Kategorie „Sound“ für Le Mans 66 – Gegen jede Chance (zusammen mit David Giammarco, Paul Massey und Steven Morrow)

OFTA Film Awards
- 2020: OFTA Film Award in der Kategorie „Best Sound Effects Editing“ für Le Mans 66 – Gegen jede Chance (unentschieden mit Gary Rydstrom und Brad Semenoff für Ad Astra – Zu den Sternen (2. Platz))

International Online Cinema Awards
- 2006: International Online Cinema Award (IOCA) in der Kategorie „Best Sound Editing“ für Walk the Line
- 2017: Halfway Award in der Kategorie „Best Sound Editing“ für Logan – The Wolverine

LEJA Awards
- 2020: LEJA Award in der Kategorie „Best Sound“ für Le Mans 66 – Gegen jede Chance (zusammen mit Richard Bullock junior, Paul Massey und Steven Morrow)

Awards Circuit Community Awards
- 2020: Awards Circuit Community Award in der Kategorie „Best Sound“ für Le Mans 66 – Gegen jede Chance (zusammen mit Paul Massey, David Giammarco und Steven Morrow)

### Auszeichnungen
Oscars
- 2020: Oscar in der Kategorie „Bester Tonschnitt“ für Le Mans 66 – Gegen jede Chance

BAFTA Awards
- 2006: BAFTA Award in der Kategorie „Bester Ton“ für Walk the Line (zusammen mit Paul Massey, Doug Hemphill und Peter F. Kurland)

Satellite Awards
- 2019: Satellite Award in der Kategorie „Best Sound (Editing & Mixing)“ für Le Mans 66 – Gegen jede Chance (zusammen mit Paul Massey, David Giammarco und Steven Morrow)

Golden Reel Awards
- 2020: Golden Reel Award in der Kategorie „Outstanding Achievement in Sound Editing: Sound Effects and Foley for Feature Film“ für Le Mans 66 – Gegen jede Chance (zusammen mit Jay Wilkinson, David Giammarco, Eric A. Norris, Anna MacKenzie, Dan O’Connell, John T. Cucci, Andy Malcolm und Goro Koyama)

Hollywood Film Awards
- 2019: Hollywood Film Award in der Kategorie „Sound of the Year“ für Le Mans 66 – Gegen jede Chance (zusammen mit Paul Massey, David Giammarco und Steven Morrow)